# Kiko Femenía
Francisco „Kiko“ Femenía Far (* 2. Februar 1991 in Sanet y Negrals, Comunitat Valenciana, Spanien) ist ein spanischer Fußballspieler. Der Außenverteidiger steht seit 2022 beim FC Villarreal unter Vertrag.

## Karriere
Nachdem er bereits für die Jugendmannschaften von Hércules Alicante aufgelaufen war, debütierte Kiko Femenía für die Profimannschaft des Zweitligisten am 15. Juni 2008 gegen den FC Cádiz. Das Spiel endete 1:1-Unentschieden und fixierte den Abstieg des Gegners. Die Andalusier legten danach aufgrund des unerlaubten Einsatzes des Debütanten gegen dieses Resultat Beschwerde ein, welche jedoch erfolglos war. Während der Saison 2008/09 unterschrieb er seinen ersten Profivertrag bei Hércules. In dieser Spielzeit kam er vermehrt zum Einsatz und durfte die erfolgreiche Rückkehr Alicantes in die Primera División, nach 13-jähriger Abstinenz, feiern. Am 28. August 2010 bestritt er seinen ersten Einsatz in der höchsten Spielklasse Spaniens, als er im Spiel gegen Athletic Bilbao für Abel Aguilar eingewechselt wurde.
Am 6. Juli 2011 wechselte er für eine Ablösesumme in Höhe von zwei Millionen Euro zum FC Barcelona B. Am 4. September erzielte er im Spiel gegen den FC Cartagena sein erstes Tor für seinen neuen Verein. In zwei Jahren bei Barcelona kam er zu 62 Ligaeinsätzen für die B-Mannschaft, jedoch zu keinem einzigen bei den Profis.
Am 26. August 2013 gab Barcelona den Außenverteidiger frei. Femenía äußerte, dass die Nicht-Berücksichtigung durch die Trainer der Profimannschaft Pep Guardiola und Tito Vilanova seine Moral ruinierte. Nur wenige Stunden später unterschrieb er einen Vertrag bei Real Madrid Castilla. Auch bei den Königlichen wurde er nicht in der A-Auswahl berücksichtigt. Nachdem er in einem Jahr nur fünf Einsätze für das Reserveteam bestritten hatte, wurde sein Vertrag am 1. September 2014 einvernehmlich aufgelöst.
Im Januar 2015 unterzeichnete Femenía einen sechs Monate gültigen Vertrag bei AD Alcorcón in der Segunda División. Nach guten Leistungen im Trikot von Alcorcón, unterzeichnete er nach Ablauf seines Kontaktes beim Ligakonkurrenten Deportivo Alavés, einem Verein aus der Baskenlandbaskischen Hauptstadt Vitoria-Gasteiz. Er trug mit fünf Toren in 38 Einsätzen wesentlich zum Aufstieg in die Primera División bei.
Am 1. Juli 2017 wechselte Kiko Femenía ablösefrei zum Premier-League-Verein FC Watford. Am 12. August debütierte er in der Liga, als er beim 3:3-Unentschieden gegen den FC Liverpool für Daryl Janmaat eingewechselt wurde.

## Erfolge

### Deportivo Alavés
- Segunda División: 2015/16